# 东源吴氏宗祠戏楼
东源吴氏宗祠戏楼，是位于中国福建省宁德市柘荣县东源乡东源村中心巷北侧的一个清代古建筑，2011年7月入选第八批柘荣县文物保护单位，2018年9月成为第九批福建省文物保护单位东源古建筑群的一部分。
东源吴氏宗祠戏楼始建年代待考，现存建筑建于清朝乾隆四十九年（1784年），通面阔16.11米，通进深28.45米，占地面积458.33米，由观众厅、戏台及两侧廊庑组成，硬山顶、匡斗山墙，左右山墙上开有东、西门楼。有一个附属文物“千秋祖产”碑记。